# Awakening Promise/夢がここからはじまるよ
「Awakening Promise/夢がここからはじまるよ」（アウェイクニング・プロミス／ゆめがここからはじまるよ）は、上原歩夢（大西亜玖璃）および虹ヶ咲学園スクールアイドル同好会のシングル。2021年1月13日にLantisから発売された。

## 背景
前作「Butterfly/Solitude Rain/VIVID WORLD」から5週間ぶりの発売となるシングル。
テレビアニメ『ラブライブ！虹ヶ咲学園スクールアイドル同好会』挿入歌シングル第4弾であり、1曲目の「Awakening Promise」を上原歩夢（大西亜玖璃）、2曲目の「夢がここからはじまるよ」を虹ヶ咲学園スクールアイドル同好会が担当する。

## ディスクジャケット
CDジャケットは、ブックレットの折り方を変えることによって、それぞれ異なるジャケットになる仕様になっている。

## リリース
2021年1月13日にLantisからリリースされ、初回生産特典として「虹ヶ咲学園スクールアイドル同好会 メンバーカード」（全2種・ランダムで1枚）と、スマートフォン用ゲーム『ラブライブ! スクールアイドルフェスティバル ALL STARS』で利用できるシリアルコードがそれぞれ封入されていた。

## チャート成績
2021年1月25日付オリコン週間シングルランキングで3位にランクインした。
2021年1月20日付のBillboard Japan Hot Animationでは8位、Billboard Japan Hot 100では39位にそれぞれランクインした。

## 収録曲
| 全作詞: Ayaka Miyake。 |                                                              |              |                 |      |
| #                      | タイトル                                                     | 作詞         | 作曲・編曲      | 時間 |
| 1.                     | 「Awakening Promise」(上原歩夢（大西亜玖璃）)                | Ayaka Miyake | Keisuke Koyama  | 4:13 |
| 2.                     | 「夢がここからはじまるよ」(虹ヶ咲学園スクールアイドル同好会) | Ayaka Miyake | 中村歩 野口大志 | 4:43 |
| 3.                     | 「Awakening Promise」(Off Vocal)                             | Ayaka Miyake |                 | 4:13 |
| 4.                     | 「夢がここからはじまるよ」(Off Vocal)                        | Ayaka Miyake |                 | 4:42 |
| 合計時間:              | 合計時間:                                                    | 合計時間:    | 17:51           |      |

## タイアップ
| # | 曲名                       | タイアップ                                                               |
| - | -------------------------- | ------------------------------------------------------------------------ |
| 1 | 「Awakening Promise」      | テレビアニメ『ラブライブ！虹ヶ咲学園スクールアイドル同好会』第12話挿入歌 |
| 2 | 「夢がここからはじまるよ」 | テレビアニメ『ラブライブ！虹ヶ咲学園スクールアイドル同好会』第13話挿入歌 |

### ユニットメンバー
1. 1 2 3 4 5  上原歩夢（大西亜玖璃）、中須かすみ（相良茉優）、桜坂しずく（前田佳織里）、朝香果林（久保田未夢）、宮下愛（村上奈津実）、近江彼方（鬼頭明里）、優木せつ菜（楠木ともり）、エマ・ヴェルデ（指出毬亜）、天王寺璃奈（田中ちえ美）